# Землетрус в Кентербері (2010)
Землетрус в Кентербері 4 вересня 2010 року, також відомий як «землетрус в Крайстчерчі», «землетрус в Дарфилді» — сильний землетрус магнітудою 7,1 в регіоні Кентербері, на Південному острові Нової Зеландії, що відбувся 4 вересня о 4 годині 35 хвилин за місцевим часом (UTC+12). Інтенсивність землетрусу оцінювалася в X балів за шкалою Меркаллі. Епіцентр знаходився в 40 км західніше від Крайстчерча, близько містечка Дарфілд. Гіпоцентр знаходився на глибині 11 км. Так як епіцентр знаходився на суші, далеко від узбережжя, цунамі не сталося.
Руйнівні повторні підземні поштовхи тривали і в 2011 році. Найсильніший з них, магнітудою 6,3 стався 22 лютого 2011 року, і відчувався від Інкергілла до Веллінгтона. Тоді загинуло 185 осіб.
В результаті землетрусу 2010 року постраждало понад 100 осіб, дві людини отримали важкі поранення. Жертв вдалося уникнути. Більше половини будівель і споруд в Крайстчерчі і його околицях отримали різні пошкодження. Загальний збиток від землетрусу оцінюється в 40 мільярдів новозеландських доларів.

## Геологічні умови

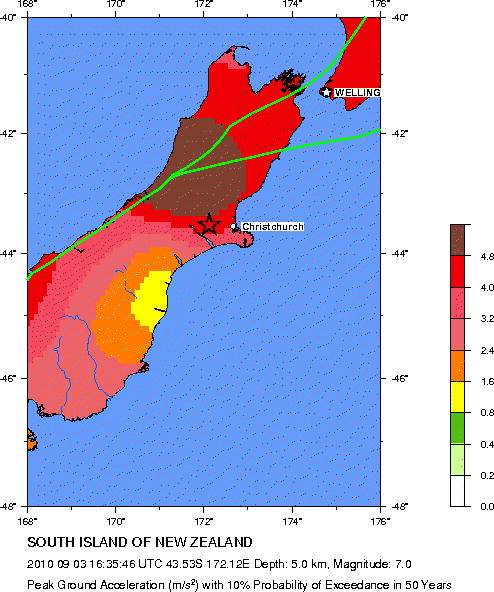
Сейсмічна небезпека поблизу епіцентру

Протягом перших 80 років існування європейського поселення в Крайстчерчі (1850-1930) чотири великих землетруси завдали йому значної шкоди. Останній з них стався в 1922 році близько Мотуно, на півночі Кентербері.
Моделювання, проведене в Новій Зеландії комісією з землетрусів (EQC) в 1991 році, показало, що землетрус з інтенсивністю за шкалою Меркаллі від VIII (значний майновий збиток, загроза життю) і вище можуть повторюватися в Крайстчерчі в середньому кожні 55 років. Дослідження також підкреслило небезпека розрідження алювіальних відкладів, на яких стоїть місто, а також високу ймовірність пошкоджень водопроводу, каналізаційних та електричних комунікацій.
Близько 100 тектонічних розломів і тріщин було виявлено в радіусі 20 км від центру Крайстчерча. Найближчі розломи, здатні викликати потужні землетруси виявлені в районі Рангиора — Каст, близько Хорораты і близько Дарфілда. Однак землетрус 2010 року відбувся на раніше невідомому розломі. Вчені-сейсмологи висунули гіпотезу про те, що основний землетрус 2010 року міг бути двома або трьома майже одночасними землетрусами.
Основний землетрус стався в результаті зсуву в корі Тихоокеанської плити поблизу східних передгір'їв Південних Альп на західній околиці Кентерберійской рівнини. Епіцентр землетрусу знаходився приблизно в 80-90 км на південний схід від конвергентного кордону Австралійської і Тихоокеанської плит, що проходить по острову (Альпійський розлом і розлом Хоуп). Незважаючи на віддаленість від кордону, землетрус відображає правий боковий рух в одному з численних місцевих розломів, утворених в результаті загального відносного руху літосферних плит, і пов'язаний з поширенням системи розломів Марлборо в південну сторону протягом недавнього геологічного часу.

### Попередні та повторні сейсмічні поштовхи

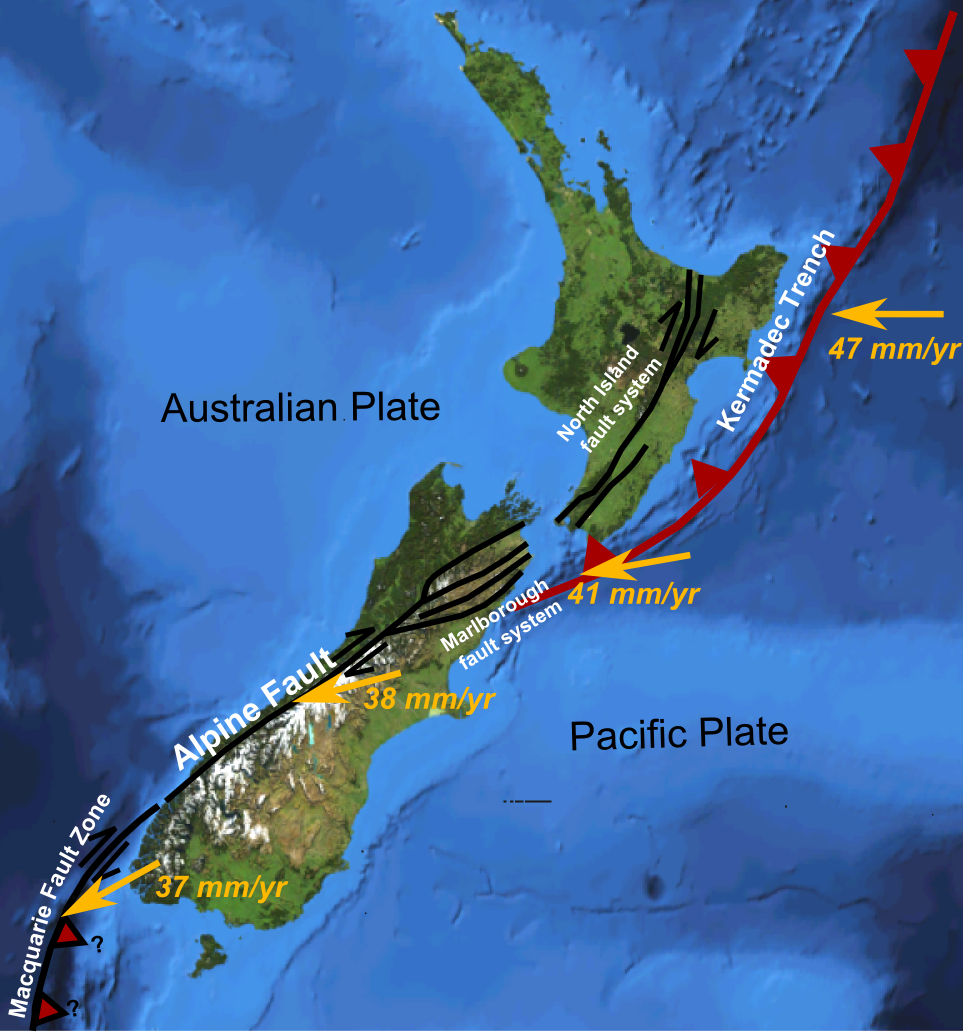
Основні зони розломів у Новій Зеландії, межі тектонічних плит і відносний рух Тихоокеанської плити

За п'ять секунд до основного землетрусу стався підземний поштовх магнітудою 5,8, а після нього повідомлялося про потужний повторні сейсмічні поштовхи. Поштовхи тривали близько 40 секунд і відчувалися як на всьому Південному острові, так і в південній частині Північного острова, в населених пунктах до Нью-Плімута. Ці афтершоки заподіяли додаткові руйнування будівель в міському центрі Крайстчерча і відчувалися в населених пунктах до Данідіна.
За даними служби GeoNet за період з 4 вересня 2010 року по 18 лютого 2014 року в Кентербері було зареєстровано 4199 землетрусів магнітудою 3,0 і більше, а саме:
| Магнітуда  | Кількість |
| ---------- | --------- |
| Більше 7,0 | 1         |
| 6,0—6,9    | 3         |
| 5,0—5,9    | 51        |
| 4,0—4,9    | 496       |
| 3,0—3,9    | 3648      |
| Разом      | 4199      |

Станом на початок липня 2014 року за період з 5 вересня 2010 року було зареєстровано понад 14 000 землетрусів і афтершоків магнітудою 2,0 і більше, в тому числі з них 38 землетрусів магнітудою 5,0 і більше:
| Дата                  | Магнітуда | Епіцентр      | Глибина гипоцентра, км |
| --------------------- | --- | ------------- | ---------------------- |
| 5 вересня 2010 5:20   | 5,0 | Дансандел     | 5,0                    |
| 6 вересня 2010 23:24  | 5,1 | Роллстон      | 8,7                    |
| 6 вересня 2010 23:40  | 5,4 | Хорората      | 7,8                    |
| 7 вересня 2010 3:24   | 5,3 | Дансандел     | 15,3                   |
| 8 вересня 2010 7:49   | 5,0 | Хиткот-Валли  | 7,7                    |
| 4 жовтня 2010 22:21   | 5,2 | Роллстон      | 10,3                   |
| 13 жовтня 2010 16:42  | 5,1 | Роллстон      | 10,4                   |
| 19 жовтня 2010 11:32  | 5,1 | Халсвелл      | 5,0                    |
| 20 січня 2011 6:03    | 5,1 | Халсвелл      | 8,9                    |
| 22 лютого 2011 12:51  | 6,3 | Хиллсборо     | 6,0                    |
| 22 лютого 2011 12:51  | Землетрус стався в 5 км від Літтелтона, на глибині 5 км. Сейсмологи розглядають його як групу афтершоків після вересневого землетрусу 2010 року. В результаті землетрусу багато будинків були зруйновані або значно пошкоджені. Постраждали Кафедральний собор Крайстчерча і Собор Святого Причастя. В результаті цього афтершоки загинули 185 осіб |               |                        |
| 22 лютого 2011 13:04  | 5,8 | Кашмир        | 5,9                    |
| 22 лютого 2011 14:50  | 5,9 | Кашмир        | 6,6                    |
| 22 лютого 2011 14:51  | 5,1 | Кашмир        | 7,3                    |
| 22 лютого 2011 16:04  | 5,0 | Хантсбері     | 12,0                   |
| 5 березня 2011 19:34  | 5,0 | Маунт-Плезант | 9,8                    |
| 16 березня 2011 17:49 | 5,3 | Литтелтон     | 9,0                    |
| 30 березня 2011 7:08  | 5,2 | Артурс-Парк   | 10,7                   |
| 10 травня 2011 3:04   | 5,2 | Роллстон      | 12,0                   |
| 6 червня 2011 9:09    | 5,5 | Роллстон      | 9,3                    |
| 13 червня 2011 13:00  | 5,9 | Ричмонд-Хилл  | 8,9                    |
| 13 червня 2011 14:20  | 6,4 | Редклиффс     | 6,9                    |
| 13 червня 2011 14:20  | В результаті землетрусу отримали поранення 46 осіб, була проведена евакуація з міського центру Крайстчерча. |               |                        |
| 13 червня 2011 14:21  | 5,2 | Самнер        | 10,3                   |
| 15 червня 2011 6:27   | 5,2 | Порт-Леви     | 5,0                    |
| 21 червня 2011 22:34  | 5,4 | Преблтон      | 8,7                    |
| 22 червня 2011 5:39   | 5,3 | Бернем        | 12,3                   |
| 9 жовтня 2011 20:34   | 5,3 | Самнер        | 8,5                    |
| 23 грудня 2011 13:58  | 5,9 | Нью-Брайтон   | 9,6                    |
| 23 грудня 2011 14:00  | 5,2 | Скарборо      | 7,7                    |
| 23 грудня 2011 14:06  | 5,3 | Нью-Брайтон   | 10,1                   |
| 23 грудня 2011 15:18  | 6,0 | Нью-Брайтон   | 7,0                    |
| 23 грудня 2011 16:50  | 5,1 | Нью-Брайтон   | 11,2                   |
| 24 грудня 2011 6:37   | 5,1 | Порт-Леви     | 7,8                    |
| 2 січня 2012 1:27     | 5,1 | Нью-Брайтон   | 13,3                   |
| 2 січня 2012 5:45     | 5,5 | Нью-Брайтон   | 13,6                   |
| 2 січня 2012 5:45     | 5,4 | Уаимаири-Бич  | 10,7                   |
| 7 січня 2012 1:21     | 5,3 | Скарборо      | 8,5                    |
| 15 січня 2012 2:47    | 5,1 | Саутшор       | 5,9                    |
| 25 травня 2012 14:44  | 5,2 | Скарборо      | 12,4                   |

### Аналіз землетрусу
Принаймні дві моделі землетрусу розглядаються сейсмологами і геофізиками GNS Science, які вважають, що землетрус магнітудою 7,1 складалося з трьох або чотирьох окремих землетрусів. Доктор Джон Биван (англ. John Beavan) побудував модель, що складається з чотирьох землетрусів: магнітудою 6,5 в розломі Чарінг-Кросс (англ. Charing Cross fault), слідом за ним землетрус магнітудою 7,0 в розломі Гриндейл (англ. Greendale Fault), землетрус магнітудою 6,2 близько Хорорати і землетрус магнітудою 6,5 в четвертому розломі, який повинен проходити між Уест-Мелтоном, Санді-Ноллс і Бернемом. Доктор Керолайн Голден (англ. Caroline Holden) побудувала свою модель з трьох землетрусів: магнітудою 6,3 протягом 2-4 секунд в розломі Чарінг-Кросс, що послідувало за ним землетрус магнітудою 6,9 в розломі Гриндейл, тривалістю 7-18 секунд і землетрус магнітудою близько 6,5 протягом 15-18 секунд близько Хорораты. Але вона теж схиляється до думки, що модель чотирьох землетрусів більше підходить сейсмограммам, записаним у східній частині розлому Гриндейл, близько гіпотетичного четвертого розлому.

### Геотехнічні звіти
Комісія по землетрусам опублікувала три геотехнічних звіти про оцінку збитків і відновлення. Перший звіт, Stage-1, був вперше опублікований 21 жовтня 2010 року. У звіті коротко описувалася механіка землетрусу, геологічна будова ґрунту, оцінка збитку, варіанти реконструкції та відновлення будівель і споруд. У лютому 2011 року цей звіт був скоректований і випущений в новій редакції. Другий звіт, Stage-2, був опублікований в грудні 2011 року. У ньому постраждалі від землетрусу райони ділилися на три зони, і викладалися плани відновлення в цих областях. Третій звіт, Stage-3, опублікований у липні 2012 року, містив інформацію про наслідки землетрусів 2010 і 2011 років.

## Жертви, руйнування та інші наслідки
Найбільший збиток був нанесений регіонам навколо епіцентру, в тому числі міста Крайстчерч, другого за величиною в Новій Зеландії, з населенням 348 435 осіб (за даними перепису населення 2006 року). Поштовхи відчувалися навіть в Данідіне і Нельсоне, розташованих в 300-350 км від епіцентру землетрусу.
Два жителя Крайстчерча були серйозно поранені: один трубою,що впала, другий — уламками скла. Багато постраждали від менш серйозних травм. Один чоловік помер під час землетрусу від серцевого нападу, але чи був землетрус причиною нападу — достеменно невідомо.
Про велику кількість загиблих і постраждалих, а також про значний збиток будівель та інфраструктури повідомлялося в результаті повторних сейсмічних поштовхів 22 лютого 2011 року.

### Фінансові витрати
Після землетрусу секретар Казначейства Нової Зеландії Джон Уайтхед (англ. John Whitehead) виступив з оцінкою економічного збитку від землетрусу і повідомив про те, що загальні витрати на особисте страхування і індивідуальні витрати можуть скласти близько 4 мільярдів новозеландських доларів. Розмір страхового відшкодування з приводу збитку від землетрусу оцінювався в межах від 2,75 до 3,5 мільярдів новозеландських доларів. На той момент цей землетрус став п'ятим у світовому ранзі найдорожчих для страховиків. Ці витрати покривали тільки приватні володіння з особистим страхуванням і не включали відшкодувань для бізнесу. Компенсація була обмежена сумою $100 000 новозеландських доларів, плюс податок на товари та послуги по кожному окремому вимогу, з будь-якої суми, що перевищує суму страхового покриття. Страхові компанії самі по собі практично не ризикували, оскільки знижували свої ризики за допомогою перестрахувальних компаній. Витрати по землетрусів були перестраховані на 2,5 мільярда новозеландських доларів, з профіцитом в 1,5 мільярда доларів. Загальний страховий фонд до землетрусу становив 5,6 мільярдів доларів, тобто цих коштів було достатньо для покриття збитків від землетрусу.
Для порівняння, землетрус в Хокс-Бей 1931 року обійшлося в 7 мільйонів новозеландських фунтів, що приблизно дорівнює 650 мільйонів новозеландських доларів у цінах 2010 року.
У вересні 2012 року Резервний банк Нової Зеландії опублікував дослідження, присвячене оцінці економічного збитку від землетрусів в Кентербері. У цьому дослідженні збиток від землетрусів в Кентербері оцінювався в 30 мільярдів новозеландських доларів. На початку 2013 року казначейство Нової Зеландії підвищило оцінку збитку до 40 мільярдів доларів. Цю оцінку прем'єр-міністр Нової Зеландії, Джон Кей, озвучив на конференції Національної партії Нової Зеландії 29 квітня 2013 року.

### Наслідки у Крайстчерчі

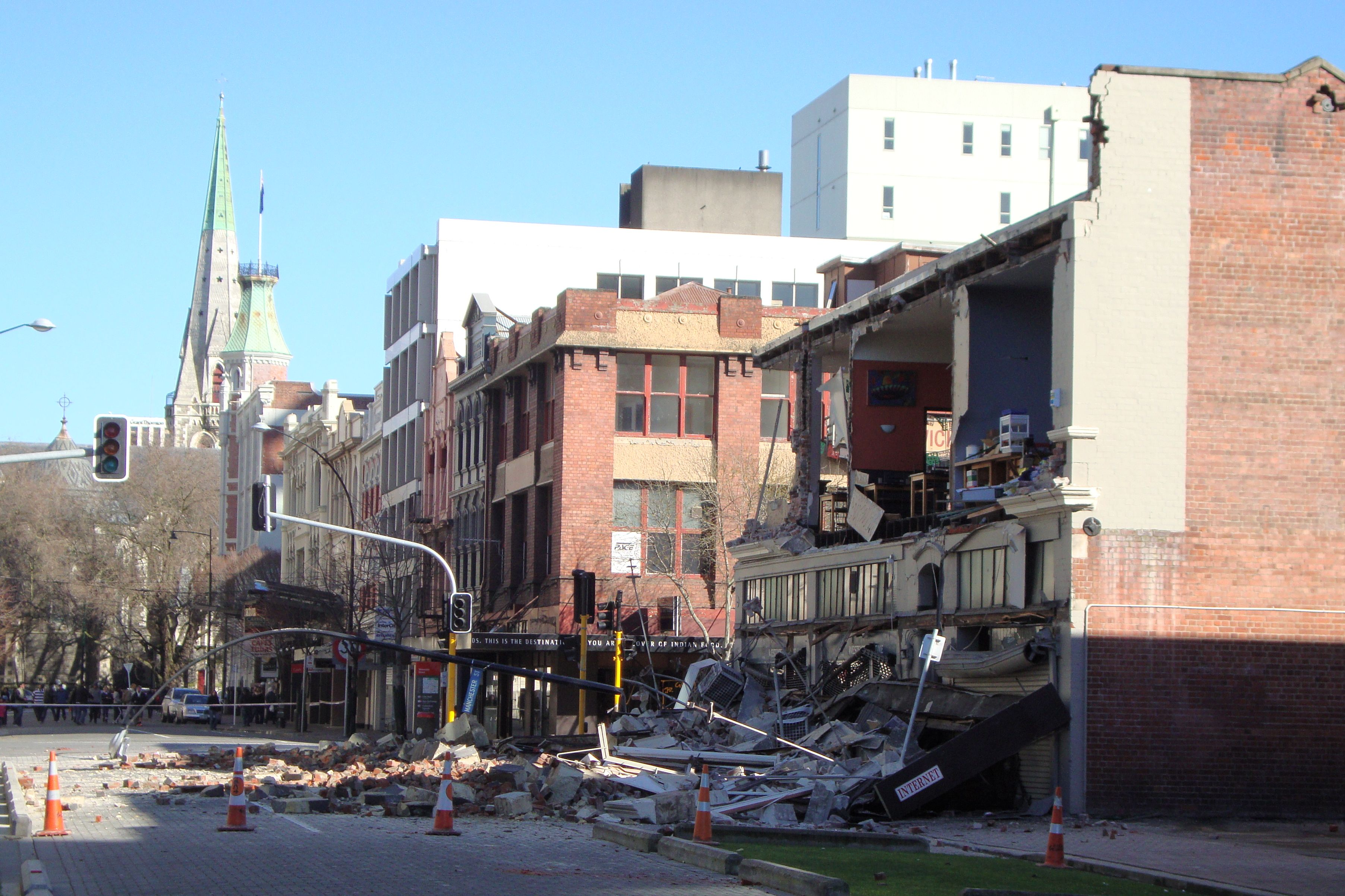
Руйнування на Вустер-стріт, на перехресті з Манчестер-стріт, на задньому плані -- Кафедральний собор Крайстчерча

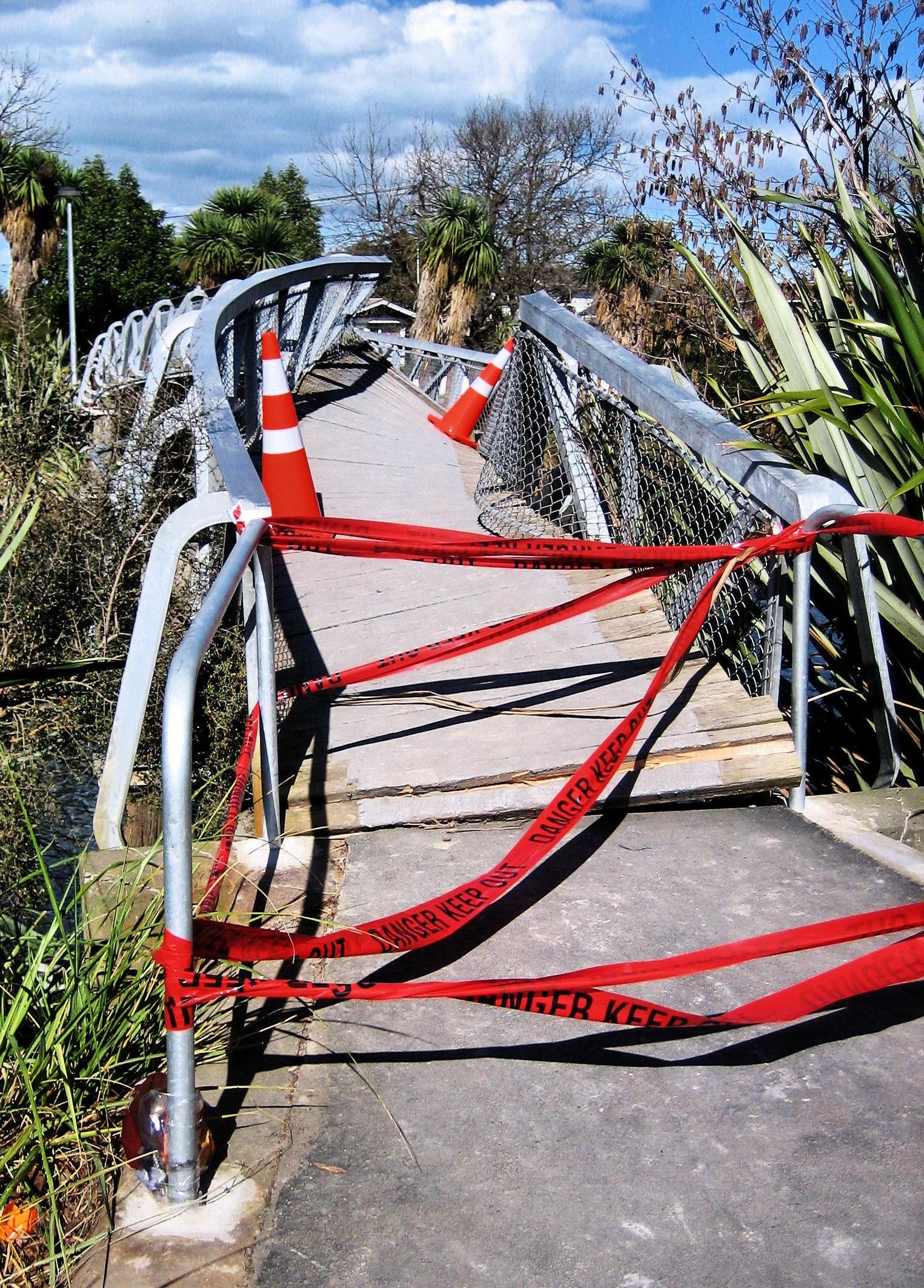
Пішохідний міст через річку Ейвон

Звіти про інтенсивності землетрусу в Крайстчерчі в основному повідомляють про силу поштовхів від IV to VIII (від помірних до руйнівних) за шкалою Меркалли. Землетрус супроводжував сильний запах сірки, що поширювався по Крайстчерчу. Були пошкоджені каналізаційна система та водопровід. Водозабори Роллстоні, розташованому на північному заході від Крайстчерча були забруднені. Енергопостачання було порушено як мінімум на 77 % території. Госпіталь Крайстчерча був змушений використовувати аварійні генератори відразу після землетрусу. Близько 90 % електроенергії в Крайстчерчі було відновлено до 6 вечора в той же день. У сільських районах відновлення було складнішим. Після включення електрики одне з будівель зайнялося внаслідок витоку скрапленого газу. Пожежа була швидко ліквідована пожежними і не встигла поширитися. Пошкодження стічних труб могли викликати забруднення джерел питного водопостачання стічними водами. Населення було попереджено про необхідність кип'ятіння водопровідної води перед використанням у побуті. Тим не менш повідомлялося про декілька випадків гастроентериту, а до 7 вересня у міських медзакладах спостерігалися 20 пацієнтів з підозрами на гастроентерит. Повідомлення про необхідність кип'ятіння води були скасовані ввечері 8 вересня 2010 року, після аналізів більш ніж 500 проб води, що проводилися протягом трьох днів і не виявили забруднень.

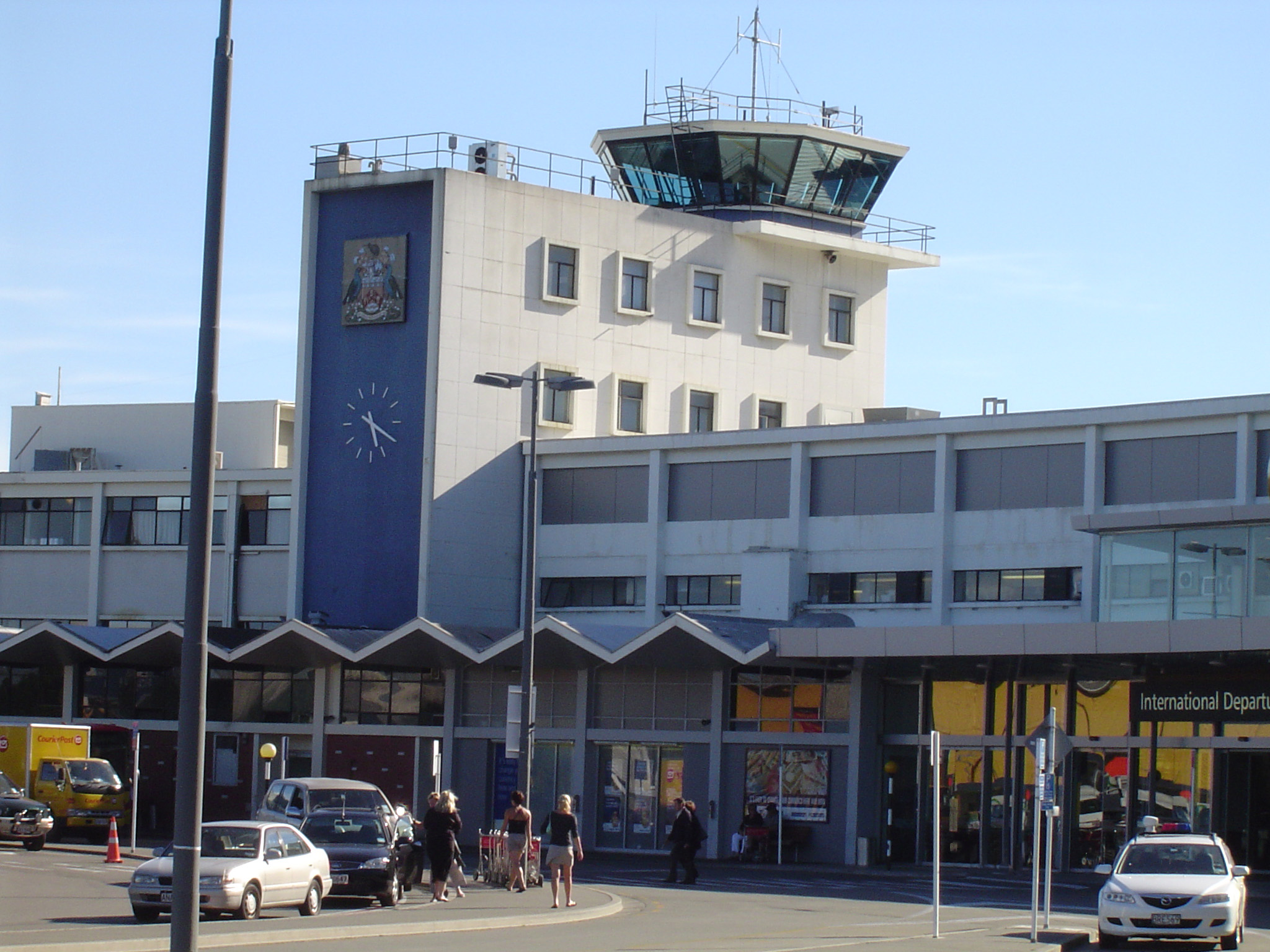
Аеропорт Крайстчерч був закритий на кілька годин після землетрусу

Аеропорт Крайстчерч був закритий після землетрусу, а всі польоти були скасовані. Аеропорт відкрився в 1:30 ночі, після обстеження терміналів і основний злітно-посадкової смуги. Всі школи і дошкільні установи, розташовані в Крайстчерчі, округах Селуин і Уаимакарири було наказано закрити до понеділка, 13 вересня в цілях забезпечення безпеки. Два міських університету, Університет Кентербері і Університет Лінкольна, кампус медичної школи Університету Отаго в Крайстчерчі також були закриті до 13 вересня.
Після землетрусу злочинність в Крайстчерчі знизилася на 11 % у порівнянні з аналогічним періодом попереднього року, хоча спочатку повідомлялося про мародерство в центрі міста і нелегальних спробах потрапити в оточену центральний район міста під виглядом робітників. Поліція повідомляла також про стрибок 53 % в рівні побутового насильства після землетрусу. Набагато більше серцевих нападів, ніж зазвичай, було зареєстровано в перші дні після землетрусу. Зазвичай кардіологи госпіталю в Крайстчерчі обслуговували виклики по двом — трьом серцевим нападам на день, але їх кількість зросла до десяти на наступний день після землетрусу. Рекордна кількість немовлят народилося у жіночому госпіталі Крайстчерча в першу добу після землетрусу. Перша дитина народилася через 6 хвилин після першого сейсмічного удару. Це сталося почасти тому, що навколишні пологові будинки були закриті в очікуванні перевірок, що змусило доставляти в госпіталь більше породіль, ніж зазвичай.

### Наслідки за межами Крайстчерча
Епіцентр землетрусу знаходився в Дарфилді, в 40 км від Крайстчерча. Виміри між двома сторонами раніше невідомого розлому показали чотириметровий зсув ґрунту.
У багатьох населених пунктах за межами Крайстчерча було порушено електропостачання, відновлення якого зайняло близько двох днів. Перебої в подачі електроенергії були зареєстровані аж до Данідіна.
У місті Каиапои в більш ніж 350 будинків був обмежений доступ, з них близько 100 були визнані небезпечними для проживання. Близько 22 комерційних об'єктів були також визнані небезпечними. За словами Рона Кітінга (англ. Ron Keating), мера округу Уаимакарири, місто «ніколи не буде колишнім». Як і в Крайстчерчі, мешканці були попереджені про кип'ятінні води перед побутовим використанням. Повідомлення про кип'ятінні води для району Селуин було скасовано 9 вересня. У пробі води з Каиапои була виявлена кишкова паличка
 і повідомлення про кип'ятінні води в окрузі Уаимакарири залишалося в силі до 19 вересня.

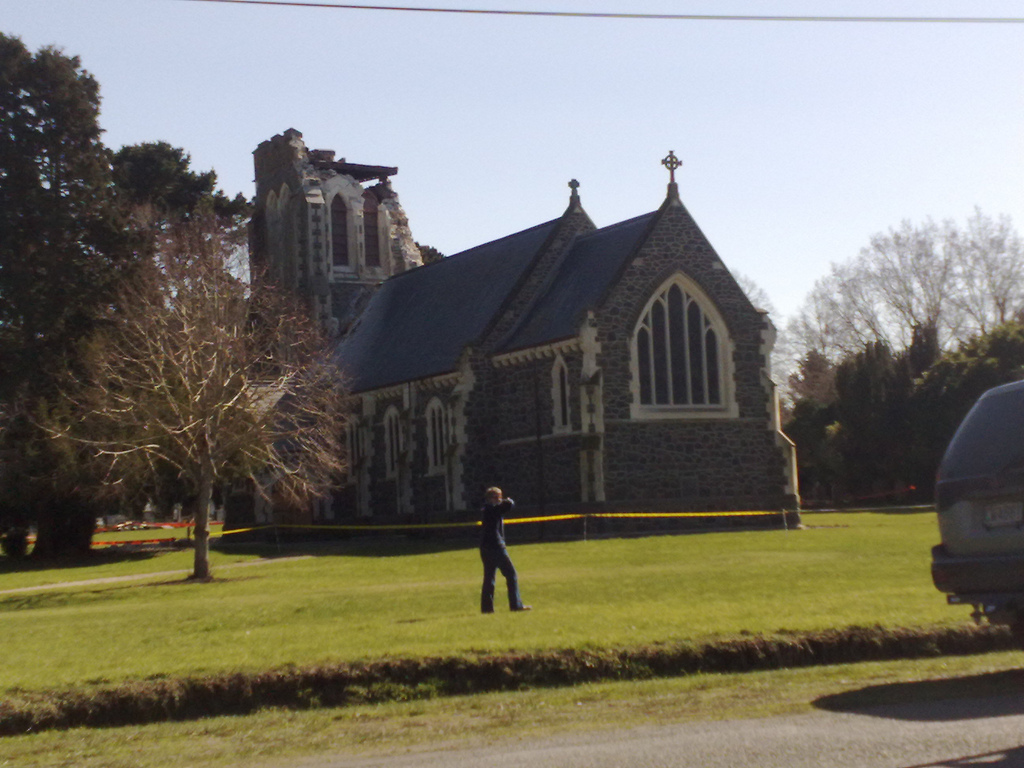
Вежа Англіканської церкви в Хорорате серйозно постраждала під час землетрусу, як і багато інших історичні будівлі

П'ятикілометрова ділянка залізничного полотна була зруйнована близько Каіапоі, невеликі пошкодження отримали ділянки близько Роллстона і Белфаста. Як запобіжний захід, державний залізничний оператор KiwiRail закрив перевезення по всьому Південному острову після землетрусу, скасувавши рух близько 15 залізничних складів. Зчіпка з двох локомотивів, що рухалася легко (без вагонів) зупинилася всього в 30 метрах від зруйнованого ділянки. Після перевірки, в 10:30 ранку того ж дня, залізничне сполучення було відновлено на південь від Данідіна і на північ від Каикоуры. Головна південна лінія, що з'єднує Крайстчерч і Данідін, була відкрита після 6 вечора з обмеженням швидкості до 40 км/год на північ від Ашбертона для забезпечення невідкладної допомоги, в тому числі доставки 300 000 літрів питної води в Крайстчерч. У понеділок, 6 вересня, у другій половині дня залізничне сполучення на всьому Південному острові було відновлено, крім ділянки Головної північної лінії між Рангиорой і Аддингтоном. Між цими пунктами курсували вантажівки, а для пасажирських перевезень замість поїзда TranzCoastal використовувалися автобуси.
Основні мости на державних автомагістралях, а також Литтелтонский автомобільний тунель були перевірені Транспортним агентством Нової Зеландії, яке встановило, що вони знаходяться в справному стані. Єдиним великим блокуванням дороги за межами Крайстчерча був зсув в ущелині Ракаиа, перекрывший державне шосе 77. Зсув був частково розчищено до 4 години дня, що дозволило виділити одну смугу для руху автотранспорту. Рух по головній дорозі в Каиапои протягом декількох днів було заборонено.
Землетрус завдав шкоди історичним будівлям в Літтелтоні, портовому передмісті Крайстчерча. В результаті землетрусу виникли тріщини в будівлі церкви Святої Трійці в Литтелтоні, а частина готелів були зруйновані. Район Акароа півострова Банкс залишився після землетрусу практично цілий, хоча і там сталися пошкодження міського військового меморіалу та лікарні, а деякі будинки були сильно пошкоджені. Готелю Duvauchelle Hotel був нанесений серйозний збиток.
У Оамару, розташованому в 225 кілометрах на північний захід від Крайстчерча, землетрус викликало обвал димоходу і падіння уламків всередину будівлі коледжу Святого Кевіна, а також послужило причиною зупинки годин на будівлі районної ради Уаитаки в 4:36 ранку. Землетрус також зупинило годинник на ратуші Данідіна і вежі з годинником Університету Отаго в Данідіне, в 350 км від епіцентру землетрусу
Землетрус стривожив багатьох жителів Нової Зеландії. Два супермаркети у Данідіні повністю розпродали свої запаси бутильованої води після землетрусу, а люди запаслися предметами першої необхідності.
Основні магазини на території Південного острова відчували проблеми з постачанням, оскільки їх склади в Крайстчерчі були закриті. The Warehouse Group і Progressive Enterprises (власники мережі супермаркетів Countdown), склад яких, єдиний на Південному острові знаходиться в Крайстчерчі, змушені були доставляти продукти з Північного острова. У той же час Foodstuffs (власники мереж супермаркетів New World і Pak'nSave) доставляли товари в магазини Південного острова з розподільчого центру в Данідіне.

### Відомі будівлі

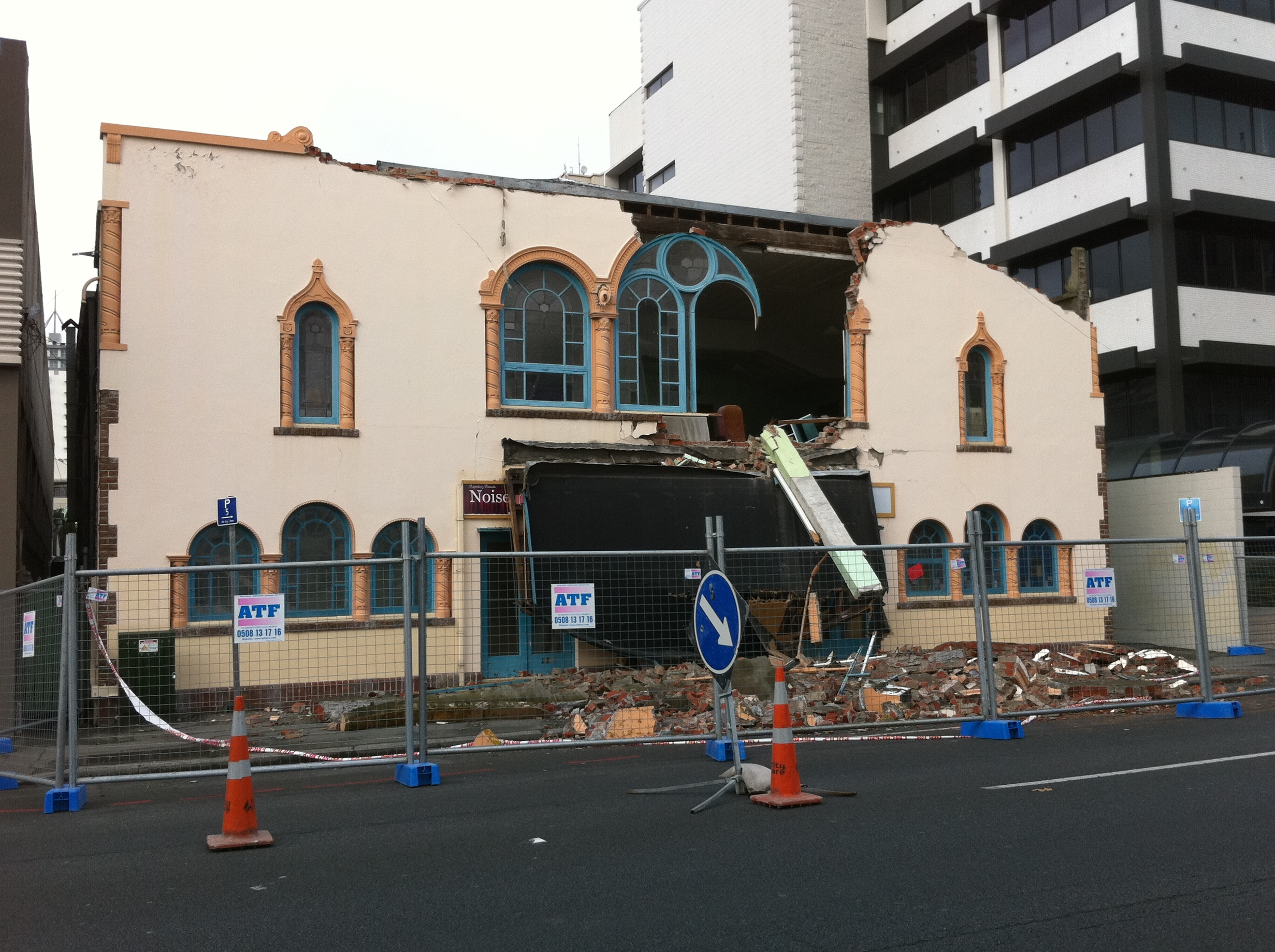
Фасад репертуарного театру був сильно пошкоджений

Багато хто з найбільш сильно постраждалих споруд як в Крайстчерчі, так і в прилеглих до нього районах були старими будівлями. У їх числі кілька відомих пам'яток. Член правління Фонду охорони історичних місць Нової Зеландії, Ганна Крайтон (англ. Anna Crighton), сказала, що землетрус було «неймовірно руйнівним». Історичні садиби в Хорорате і Хомбуше далеко від Крайстчерча були сильно пошкоджені, також як і садиба Охинетахи і будинок Годлі на півострові Банкс. У Хомбуше, розташованому в Глентаннеле, всього в 15 кілометрах від епіцентру землетрусу розташовувався будинок-музей родини Дінс — однієї з сімей першопоселенців в Кентербері, але він був настільки сильно пошкоджений, що був описаний як знаходиться «практично в руїнах».
Сильно пошкоджено семиповерхова будівля Манчестер-кортс, розташоване на жвавому перехресті вулиць Манчестер і Херефорд. Це було найвище комерційну будівлю в Крайстчерчі, побудоване в 1905-1906 роках для новозеландської компанії Express, поєднував архітектурний стиль чиказької школи і вікторіанства. Будівля має першу категорію за класифікацією Фонду охорони історичних місць Нової Зеландії, але було визнано небезпечним і було одним з двох історичних будівель ділового центру Крайстчерча, запропонованих Міською Радою до негайного знесення. Кілька годин потому це рішення було скасовано після того як власник будівлі запропонував поступово його демонтувати. Демонтаж розпочався 19 жовтня 2010 року.
Англіканська церква Святого Іоанна, побудована в 1911 році в Хорорате, в п'яти кілометрах на південь від Глентаннела, була сильно пошкоджена, коли обвалилася частина її башти. Пам'ятка портового містечка Литтелтон, побудована в 1876 році Литтелтонская хронометрическая станція, також постраждала від землетрусу. Під час землетрусу в лютому 2011 року будівля отримала додаткові ушкодження, і Фонд з охорони історичних місць Нової Зеландії планував його демонтувати з можливістю відновлення.
Таверна готелі в долині Хіткот, побудована в 1877 році, витримала перший землетрус, але зруйнувалася після великого афтершоки магнітудою 5,1 і повинна була бути знесена. Історичний готель Famous Grouse, побудований в 1883 році в Лінкольні також отримав непоправної шкоди і був знесений через кілька днів після землетрусу.
Багато з визначних пам'яток Крайстчерча збереглися, в тому числі будівлі провінційного Ради Кентербері, кафедральний собор Крайстчерча, і коледж Христа. Собор Святого Причастя також вистояв, хоча отримав серйозні пошкодження. Знакова будівля міського центру Крайстчерча, Christchurch Press також отримало лише незначні ушкодження.
Більшість сучасних будівель вистояли. Власність міської ради, нове адміністративне приміщення отримало деякі внутрішні ушкодження і було знову відкрито для публіки через тиждень. Інші, такі як Міжнародний антарктичний центр і Художня галерея Крайстчерча, слугувала під час землетрусу штабом цивільної оборони, практично не постраждали і могли продовжувати експлуатуватися.
Центру мистецтв Крайстчерча, розташованому в будівлі колишнього коледжу Кентербері, пощастило менше, помірний шкоди було завдано Великого залу, Часовий вежі, і обсерваторії.
Будівлі Університету Кентербері перенесли землетрус, але університетська музейна колекція грецьких і римських артефактів (колекція Журналів) була значно пошкоджена. Крім того, оскільки багато з книжкових полиць у головній бібліотеці були відкинуті, університет організував електронний доступ до баз даних багатьох академічних видавництв для студентів, які готуються до іспитів. Відновити бібліотеку планувалося до Різдва.
Баптистська церква на Оксфорд-терас 1882 року була сильно пошкоджена. Деяким іншим церквам в околицях Крайстчерча також було завдано серйозної шкоди, в тому числі англіканської церкви Святої Марії в передмісті Меривейл, англіканської церкви Святого Іоанна на площі Латімер, і Методистської церкви на Регбі-стріт.
Міський репертуарний театр на Килмор-стріт в центрі міста, як повідомлялося, був сильно пошкоджений і не підлягав ремонту, однак на сайті театру було опубліковано:
Під уламками нижня частина фасаду залишилася недоторканою, там навіть не розбиті вікна. Усередині театру все залишилося ціле; зал для глядачів, сценічний майданчик, система завіси і гримерні не займані. Історична авансцена не пошкоджена.
Кілька відомих будівель в районі Тімару, в 160 кілометрах на північний захід від Крайстчерча, також були сильно пошкоджені. Верхівка вежі англіканської церкви Святої Марії впала на землю, а недавно відновлена вежа встояла від «значного розтріскування». Шпиль католицького костелу святого Йосипа в Темуке був зміщений на 10 см в результаті землетрусу і з'явилася загроза її падіння. Міський історичний Королівський готель був також пошкоджений.
Історики і краєзнавці закликали власників будівель не поспішати зі знесенням будівель. Мер попередив про значні штрафи за несанкціоноване знесення, і заснував фонд допомоги для ремонту історичних будівель, пошкоджених в результаті землетрусу. Через кілька днів уряд виділив 10 млн новозеландських доларів для їх відновлення.

### Розрідження ґрунтів

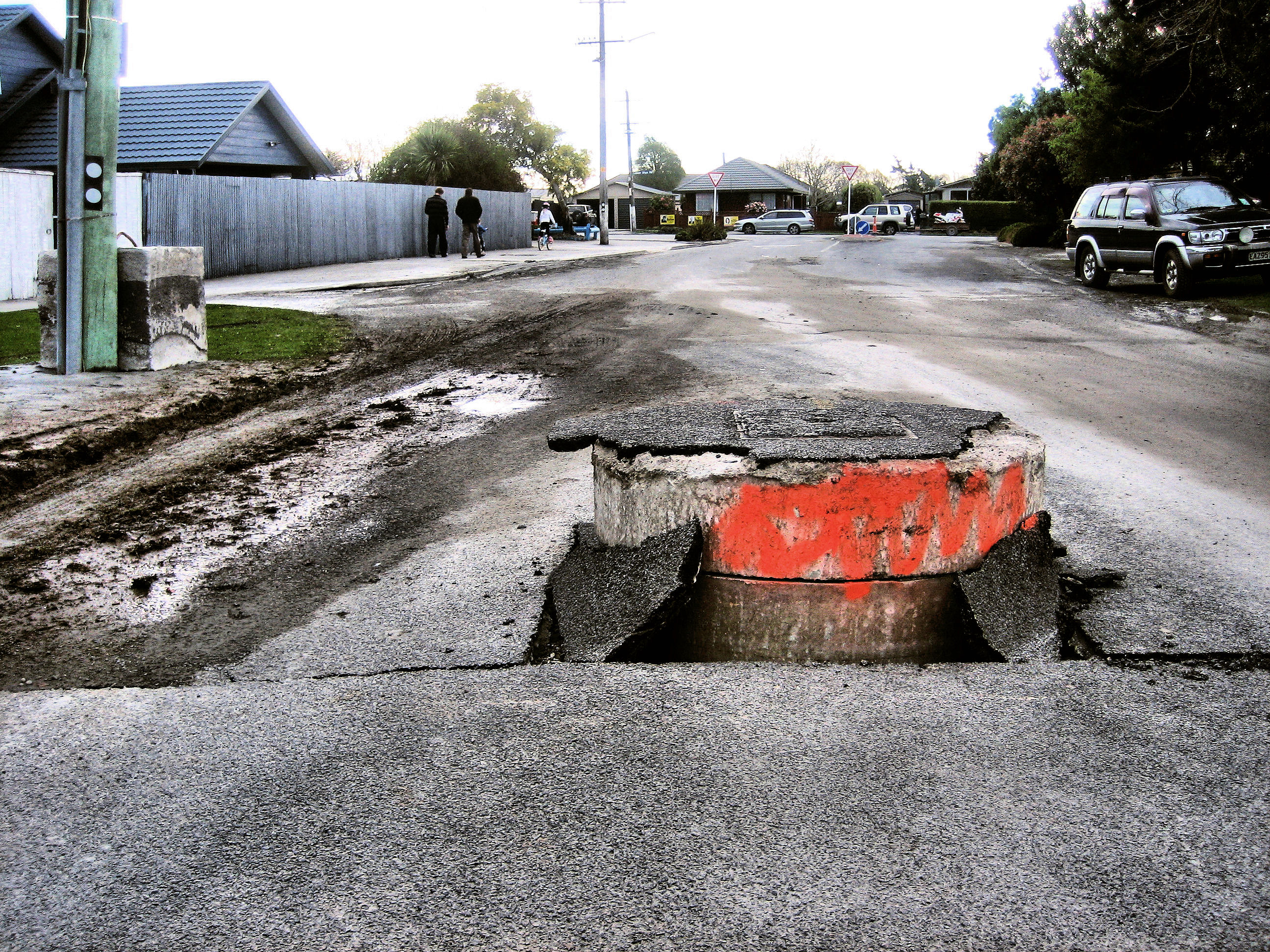
Каналізаційний люк виплив через розрідження ґрунту в Бруклендсе

Особливістю землетрусу був збиток, нанесений розрідженням ґрунтів. Це було особливо характерно для знаходяться на узбережжі річок районів Ейвонсайд, Даллингтон, Бервуд, Ейвондейл, і Каиапои, а також у річковій дельті поблизу Бекслі, Бруклендс, Спенсервилл, Пайнс-Біч, і Каираки, в той час як інші регіони не були порушені або постраждали в значно меншій мірі. Збиток від розрідження ґрунтів, можливо, був посилений високим рівнем ґрунтових вод у зв'язку з вологою зимою
Розрідження ґрунтів може послужити причиною спливання закопаних труб на поверхню. Це створює проблеми для самопливної каналізаційної системи, яку, можливо, потрібно буде повністю перебудовувати в деяких районах.
Незважаючи на те, що про проблему розрідження ґрунтів вже давно знають проектувальники, все ще не ясно, чи розуміє цю проблему широка громадськість, чи вплинула вона на розвиток, купівлю або прийняття рішень про будівництво. Ризик розрідження ґрунтів був вперше відзначений при будівництві міста Пегасус в 2005 році. Підрядники провели ущільнення ґрунту і під час землетрусу вона зберегла форму.

### Мала кількість постраждалих

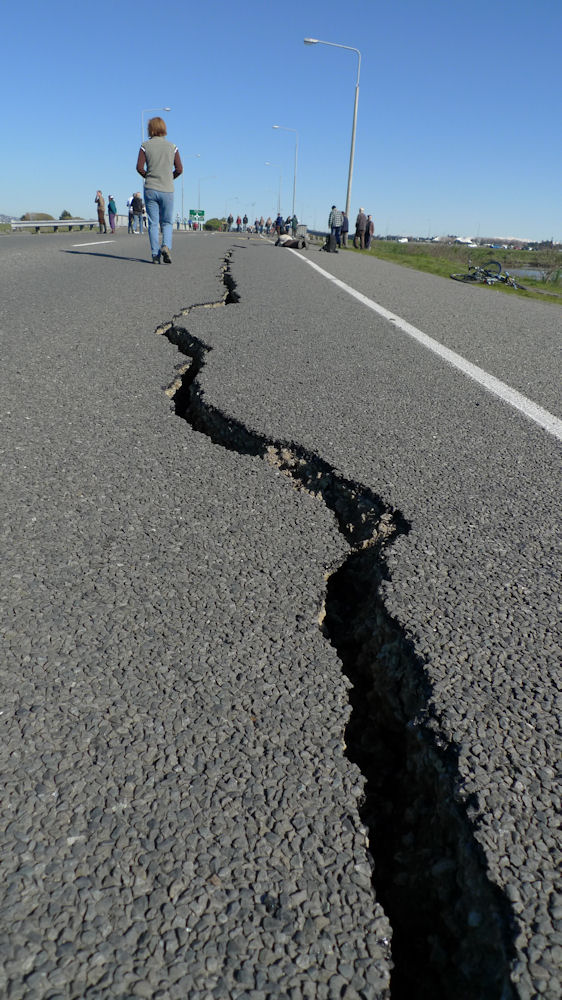
Тріщина на Бридж-стріт, Нью-Брайтон

У ЗМІ зазначалося відсутність жертв, незважаючи на те, що в інших країнах траплялися дуже схожі землетрусу з руйнівними наслідками. Наприклад, землетрус 1989 року в Сан-Франциско такий же магнітудою 7,1, в якому загинули 63 людини. Особливо часто землетрус в Крайстчерчі порівнювалося з землетрусом на Гаїті 2010 року, яке відбулося у схожому видаленні від міської межі, на невеликій глибині під поверхнею, і мало дуже схожу силу (магнітудою 7). На відміну від багатьох десятків тисяч жертв на Гаїті (за деякими оцінками загинув принаймні один з десяти осіб), в Новій Зеландії обійшлося без смертельних результатів, безпосередньо пов'язаних із землетрусом. Існує думка, що частково це було пов'язано з тим, що землетрус стався вночі, коли більшість людей спали і «було б набагато більше жертв і серйозних травм, якщо б це сталося у світлий час доби». Крім того, іншим важливим чинником послужив досвід будівництва, приймає землетрусу під увагу, і накопичується з часів землетрусів 1848 року в Марлборо і 1855 року в Уаирарапа, які завдали великої шкоди Веллінгтону. Після землетрусу в Хокс-Бей (1931) будівельні стандарти стали офіційними, і з тих пір поступово оновлюються. Підлогу Карузо, геофізик геологічної служби США в Колорадо, сказав:
| Новая Зеландия имеет большой опыт работы с землетрясениями, и у них есть хорошие строительные нормативы, чтобы их здания выдерживали сильное землетрясение.Оригінальний текст (англ.) The main difference is that New Zealand has a lot of experience with earthquakes, and they have good construction codes to make sure that their buildings withstand a strong earthquake |

У той же час Джон Mutter (англ. John Mutter), сейсмолог і експерт з катастроф з Інституту Землі Колумбійського університету в інтерв'ю журналу Time сказав про те, що будівельні стандарти на Гаїті гірше виконувалися і багато будівель були зведені з зробленого вручну неармованого бетону, який є вкрай вразливою для сейсмічних ушкоджень. Струс ґрунту в населених пунктах Кентербері було також в цілому менш сильним, ніж при землетрусі на Гаїті.

## Реакція на надзвичайну ситуацію та надання допомоги
Служби швидкого реагування Крайстчерча після катастрофи координувалися організацією цивільної оборони. Був активований Національний центр управління у кризових ситуаціях, який розташувався в будівлі «Вулик» у Веллінгтоні. Штаб цивільної оборони оголосив надзвичайний стан в Крайстчерчі і міський діловий центр був закритий для широкої публіки. Надзвичайний стан було оголошено в округах Селуин і Уаимакарири. В цей же час в цих округах і в Тімару були розгорнуті локальні центри надзвичайних операцій. У зв'язку з землетрусом в міському центрі Крайстчерча було введено комендантську годину з 7 вечора до 7 ранку.
Прем'єр-міністр Нової Зеландії, Джон Кей, що виріс в Крайстчерчі, відвідав місце події через кілька годин після землетрусу. Мер Крайстчерча, Боб Паркер, попросив прем'єр-міністра віддати наказ про розгортання підрозділів новозеландської армії для збереження стабільності і, по можливості, для надання допомоги в пошуках постраждалих в Крайстчерчі, на що прем'єр-міністр відповів без заперечень, після чого в найбільш постраждалих районах Кентербері були розгорнуті армійські підрозділи для допомоги поліції в дотриманні оточення і комендантської години.
Служба швидкої допомоги Святого Іоанна оперативно виділила шістнадцять машин протягом півгодини після землетрусу і отримала майже 700 викликів протягом перших 6 годин.
Поліція швидко заарештувала кількох мародерів, які увірвалися у винний магазин незабаром після землетрусу і спробували вкрасти алкоголь. Поліція підкреслила, що це був лише одиничний випадок. Передбачувані злочинці згодом постали перед судом за звинуваченням у зломі і крадіжці.

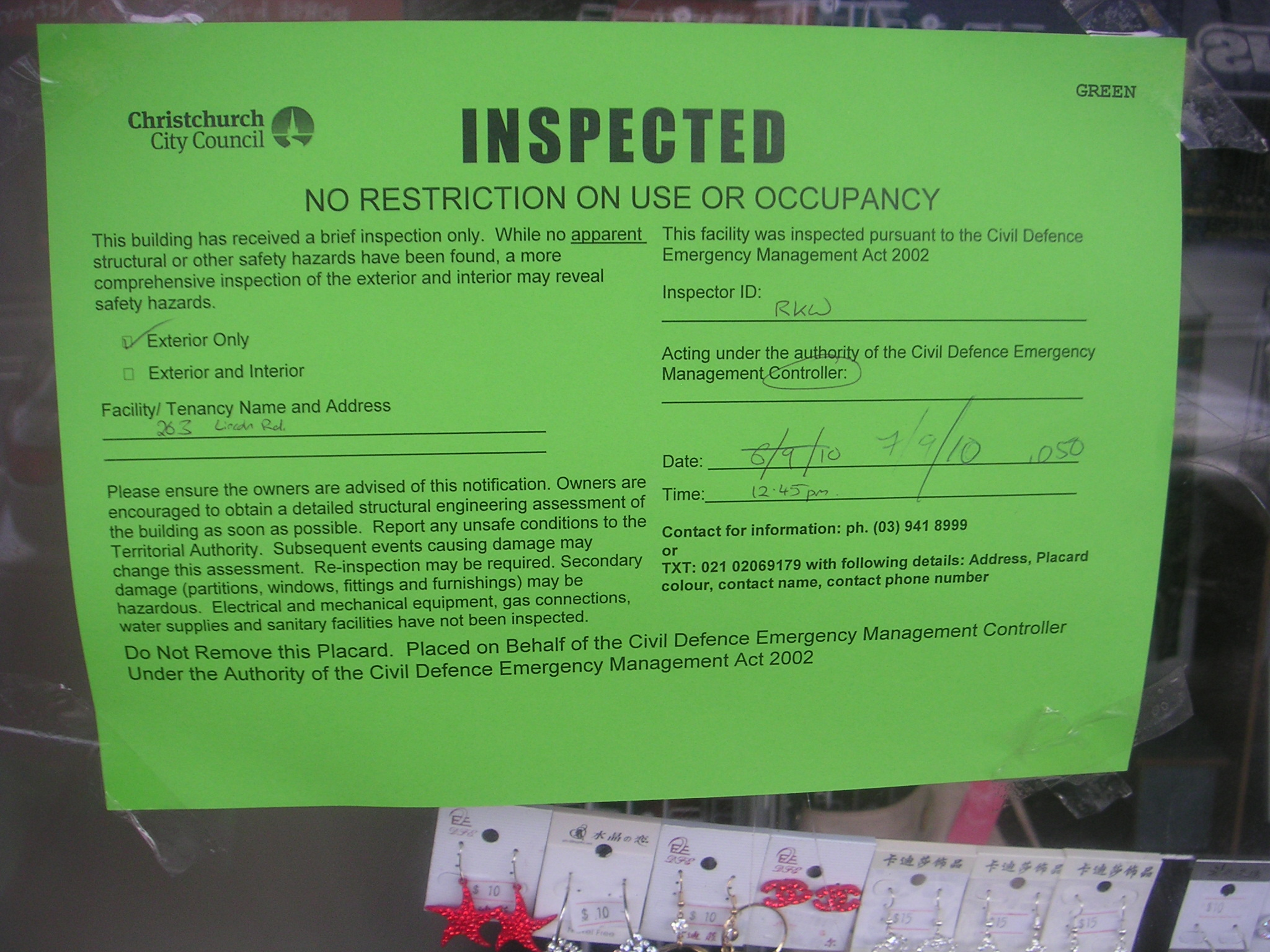
Повідомлення про те, що будівельна інспекція перевірила магазин і відзначила його як безпечний для експлуатації

Літаком C-130 Hercules Королівських ВВС з Північного острова в Крайстчерч в день землетрусу були доставлені 42 рятувальники та 3 службові собаки для допомоги в пошуках людей під завалами і перевірки безпеки будівель. У районах стихійного лиха була присутня велика кількість поліції і інженерів. Вісімдесят співробітників поліції Окленда були направлені в Крайстчерч на допомогу.
Новозеландська Комісія з землетрусів, що представляє державне страхування на випадок природних лих, надавала виплати за претензіями власників житла за шкоду, заподіяну в результаті землетрусу. 7 вересня Джон Кей призначив голову Палати Представників, депутата Джеррі Браунлі міністром з ліквідації наслідків землетрусу для спостереження за принимающимися заходами.
- Організація Об'єднаних Націй звернулася до уряду Нової Зеландії і запропонувала свою допомогу, отримала всю необхідну інформацію і перебувала в курсі ситуації[39].
- Армія США запропонувала направити допомогу з Гавайських островів, але місцева влада із вдячністю відхилили цю пропозицію, сказавши, що у них все під контролем[93].
- Королева Єлизавета II попросила прем'єр-міністра передати її найкращі побажання постраждалим від землетрусу і побажала якнайшвидшого відновлення після землетрусу[94].

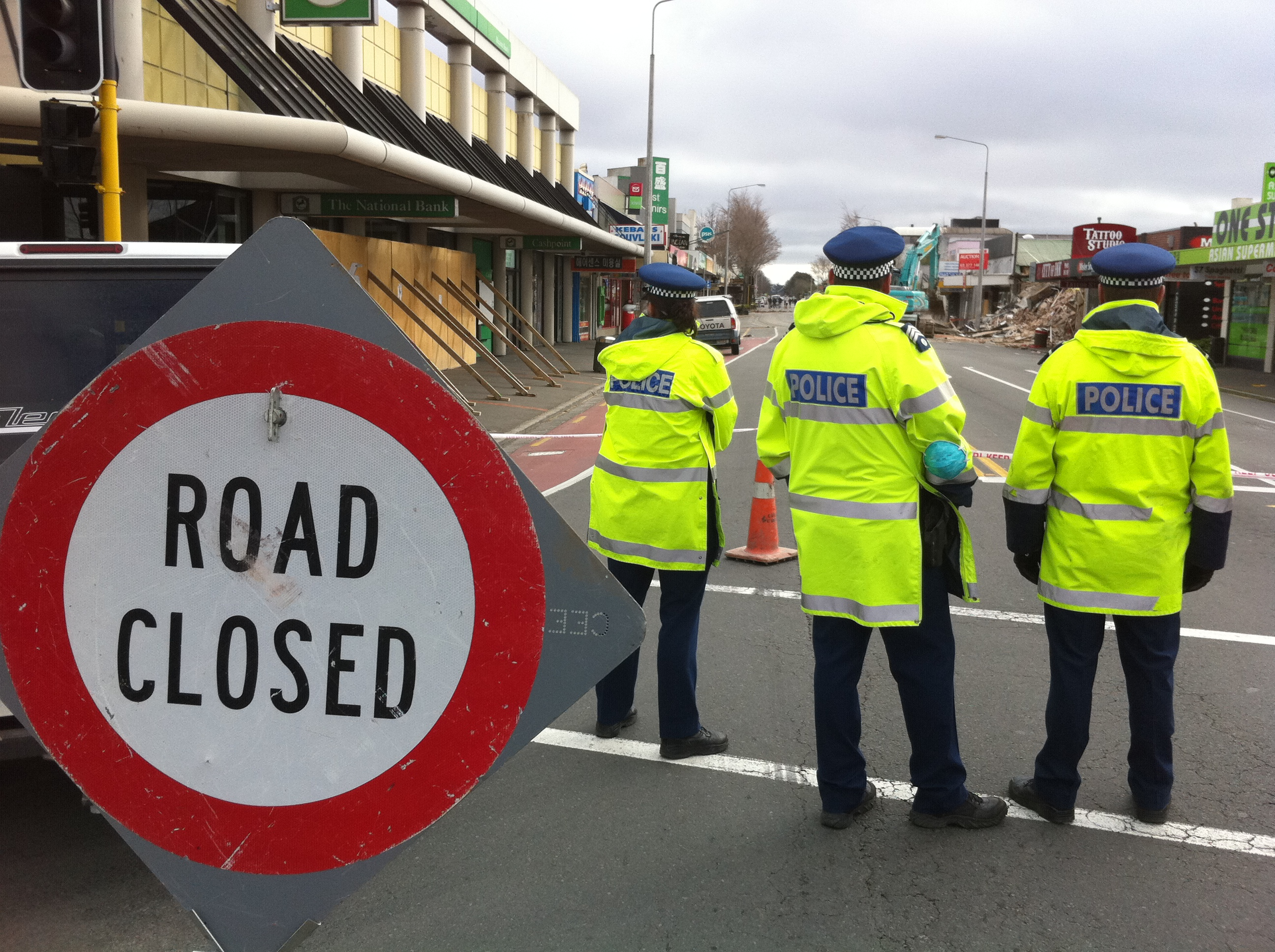
Поліцейське оточення на Riccarton-роуд під час знесення аварійних будівель

Благодійні центри були створені з допомогою Червоного Хреста, Армії порятунку і Швидкої допомоги Святого Іоанна в школі старших класів Бернсайд, коледжі Лінвуд, іподромі Addington Raceway, де більше 250 чоловік спали в ніч після землетрусу. У благодійні центри цистернами була доставлена питна вода.
Радою району Селуин, міською радою Крайстчерча та районною радою Уаимакарири за підтримки мера був створений спільний фонд допомоги, на який уряд спочатку виділила 5 мільйонів новозеландських доларів. Червоний Хрест і Армія порятунку також виступили з пожертвами.
Урядом Нової Зеландії був розроблений і прийнятий Закон про ліквідацію наслідків землетрусу в Кентербері в цілях сприяння відновленню. Критику викликало одне з положень закону, що дозволяє кабінету міністрів призупинити дію майже будь-якого закону Нової Зеландії. Фахівці в галузі конституційного права стверджували, що цей закон порушує конституційні гарантії і створює небезпечний прецедент для майбутніх стихійних лих.
Вжиті заходи у зв'язку з землетрусом отримали високу оцінку більшості громадян. 94 % респондентів сказали, що цивільна оборона добре себе проявила, а 90 % опитаних вважають роботу влади задовільною.
Землетрус стався за п'ять тижнів до виборів мера Крайстчерча. Після землетрусу результати опитувань показали зростаючу популярність Боба Паркера, який виграв 9 жовтня з більшістю голосів (53,7 %).
23 жовтня 2010 року в Хеглі-парку був організований благодійний концерт Band Together (рос. «Споём вместе»).

## Висвітлення у ЗМІ
Про землетрус повідомляли місцеві, державні і міжнародні засоби масової інформації. Новини про нього з'являлися в заголовках The Sydney Morning Herald, BBC News, The Guardian, NDTV, Sky News, France 24, CNN, Fox News, MSNBC, чилійського новинного агентства Pichilemu News і багатьох інших.
Незважаючи на те, що землетрус швидко стало єдиною темою при спілкуванні зі слухачами в радіоефірах, в інших ЗМІ спочатку новини ґрунтувалися на повідомлення поліції та інших служб негайного реагування, які зобов'язані взаємодіяти із засобами масової інформації. Оскільки землетрус стався рано вранці в суботу, коли чергування несли нічні зміни персоналу, деяким засобам масової інформації знадобилося кілька годин, щоб приступити до висвітлення подій в прямому ефірі. Один телевізійний продюсер пізніше зауважив, що якби землетрус стався всього на кілька годин раніше, або пізніше, вони могли б повним складом студії приступити до виконання службових обов'язків і бути в змозі відразу вийти в прямий ефір.
TV One одночасно з TVNZ 7 з 06:00 почали випуски щогодинних зведень з докладною інформацією про катастрофу, телефонними репортажами Вікі Уілкінсон-Бейкер (англ. Vicki Wilkinson-Baker) і телефонними інтерв'ю з посадовими особами штабу цивільної оборони. Спеціальні випуски новин One News з Мириамой Камо (англ. Miriama Kamo) переривали нормальне мовлення з 10:00 до 18:00 в суботу. О 18:00 в ефір вийшов спеціальний розширений 90-хвилинний випуск One News з репортажами Саймона Даллоу з Крайстчерча і Бернадін Олівер-Кербі зі студії в Окленді. Олівер-Кербі вела щогодинні випуски новин протягом вечора, Пол Холмс вийшов в ефір з розширеним 90-хвилинним випуском новин в 09:00 неділі, і потім Олівер-Кербі знову з'явилася у спецвипуску One News опівдні.
Radio New Zealand National переривало нормальне мовлення для трансляції репортажів у суботу і ранкового репортажу в неділю з інтерв'ю та іншими матеріалами про розвиток подій.